# Selysia
Selysia es un género con cuatro especies de plantas con flores perteneciente a la familia Cucurbitaceae. 

## Especies seleccionadas
| - Selysia bidentata - Selysia cordata - Selysia prunifera - Selysia smithii |